# Commanderie de Bottesford
 (novembre 2015).
Si vous disposez d'ouvrages ou d'articles de référence ou si vous connaissez des sites web de qualité traitant du thème abordé ici, merci de compléter l'article en donnant les références utiles à sa vérifiabilité et en les liant à la section « Notes et références ».
La commanderie de Bottesford était située dans le Lincolnshire, au sud de la ville de Scunthorpe. Elle avait été construite au cœur du Lincoln Cliff, une chaîne de collines qui marque un paysage autrement plat.

## Historique
L'actuel manoir de Bottesford aurait été le corps de garde de la commanderie. À l'arrière du manoir se trouvaient les « bains templiers », une source désormais difficilement repérable car il n'y a plus qu'un tas de pierres à son emplacement présumé.
Les premiers utilisateurs des bains auraient été les Romains, mais les travailleurs des Templiers s'en seraient ensuite servis pour se laver ou puiser de l'eau. En des temps plus reculés, des pouvoirs magiques de guérison avaient aussi été attribués à la source, et les voyageurs de passage y laissaient en offrande un morceau d'étoffe après avoir bu l'eau de la source. En réalité, les qualités curatives de l'eau ont plus probablement leur origine dans la présence voisine d'un hôpital géré par les Templiers.
L'église, dédiée à la Vierge Marie, a été construite entre la fin du XIIIe siècle et le XVe siècle. On y trouve une ancienne pierre tombale ornée d'une grande croix. Cette pierre, le seul objet typiquement templier qui ait été trouvé sur le site, recouvrait une dépouille enterrée dans un tombeau placé à l'angle formé par le mur septentrional du chœur et le mur oriental du transept nord ; le problème étant que cette seule description indique que l'église n'était pas conforme aux constructions arrondies caractéristiques des édifices religieux habituels des Templiers.
En 1983, une fouille inadéquate a été faite dans les environs, au lieu-dit « les champs templiers ». Peu d'objets ont été retrouvés et le terrain a depuis lors été remblayé.

## Sources
- (en) Cet article est partiellement ou en totalité issu de l’article de Wikipédia en anglais intitulé « Bottesford Preceptory » (voir la liste des auteurs).